# Wi-Fi Alliance
A Wi-Fi Alliance é uma empresa de tecnologia famosa por ter criado e trazido a tecnologia Wireless (Wi-Fi) para o Brasil.
Sua sede está localizada na cidade de Austin, Texas.
A Wi-Fi Alliance é uma organização sem fins lucrativos que promove a tecnologia Wi-Fi e certifica produtos Wi-Fi se estiverem em conformidade com determinados padrões de interoperabilidade. Nem todo dispositivo compatível com IEEE 802.11 é submetido à certificação da Wi-Fi Alliance, às vezes por causa dos custos associados ao processo de certificação.
A Wi-Fi Alliance possui a marca comercial Wi-Fi. Os fabricantes podem usar a marca comercial para comercializar produtos certificados que foram testados quanto à interoperabilidade.